# Irène de Lipkowski
Irène Aurélie Juliette de Lipkowski, nacida Marie (Dun-sur-Auron , 3 de diciembre de 1898 - París, 16 de agosto de 1995) fue una política francesa especialmente conocida como activista por los derechos de las mujeres, los deportados, los antiguos combatientes y su compromiso humanista. Apoyó el Movimiento francés para la planificación familiar y luchó por el reconocimiento de los derechos económicos y sociales de las mujeres, asumiendo un feminismo en la tradición del catolicismo social. Fue diputada en la Asamblea Nacional (1951-1955) siendo la única mujer entre los 116 escaños del partido gaullista RPF, presidenta de la Liga Francesa por el Derecho de las Mujeres y de la Alianza Internacional de Mujeres (1973-1979).

## Biografía
Nació en el seno de una familia de la alta burguesía. Su padre Auguste Marie fue uno de los fundadores de la psiquiatra en Francia, alcalde de Orly y consejero general del Sena. Recibe una educación católica, humanista y clásica que la marca profundamente. Desde muy joven se implica en las obras sociales a favor de las mujeres y de los niños enfermos y desnutridos. Empieza sus estudios de filosofía y se enfrenta como enfermera a la guerra. En 1917, se casó con Henri de Lipkowski, cuyo padrastro era el político Charles Dumont. Con su padrastro se inicia en la política siguiéndole habitualmente en reuniones electorales, así como con su padre, alcalde de Orly. 
En 1940, se mudó a París con su marido y sus cuatro hijos. En abril de 1943, en la Segunda Guerra Mundial, su marido, miembro de la red Ceux de la Libération es arrestado y deportado. Muere en Buchenwald  en 1944. También perdió a su hijo René de Lipkowski, que se alista en el ejército de Leclerc y muere el mismo año en el campo de honor. Tras la Liberación defiende la causa de las familias de los deportados que la pone en contacto con Henri Frenay Ministro de los Prisioneros Deportados. Se convirtió en presidenta de la Asociación Nacional de Familias de Resistencia y Rehenes Muertos por Francia. Como tal, testificó en los juicios de Nuremberg.
Las mujeres acaban de obtener lod derechos políticos e Irene se implica en el activismo femenino, convencida de que las mujeres deben participar en la vida política y cívica de la nación en febrero de 1945, fundó con Marcelle Devaud un efímero partido femenino Francesas Libres. El proyecto fracasa pero llama la atención sobre su activismo. En 1946 crea el Comité de enlace de asociaciones femeninas (CLAF) con el objetivo de federar a las asociaciones femeninas para coordinar sus acciones para la defensa de los derechos de las mujeres además de reagrupar a las militantes moderadas para no dejar el campo libre a la poderosa Union des femmes françaises conectada con las mujeres comunistas.
En 1947 se encuentra con el jefe del RPF, se convierte al gaulismo y se incorpora al partido. En las elecciones municipales de Orly es elegida en el consejo municipal y es teniente de alcalde de Orly de 1947 a 1961 encargada de las cuestiones sociales y posteriormente alcaldesa de Marennes de 1965 a 1971. 
Fiel al general de Gaulle, fue también candidata a elecciones legislativas en varias ocasiones. En las elecciones legislativas de 1951 presenta su candidatura tras haber obtenido el apoyo de la base gaulista y el apoyo de Louis Vallon. Es elegida como diputada de la Seine (1951-1956) siendo la única mujer entre los 116 diputados con los que cuenta el grupo gaullista (RPF) en la Asamblea Nacional. En 1958 cuando el grupo gaulliste rechaza apoyar la candidatura de su amigo Marcelle Devaud, miembro del Consejo de la República desde 1946 no duda en denunciar la «maniobras sórdidas» que han conducido a su pérdida de apoyo y traslada su «sentimiento de indignación» al secretario general del movimiento Roger Frey.
En 1957 presidió la Amicale des élues municipales que más tarde se convierte en Amicale internationale des élues municipales, que propone y anima formaciones para familiarizar a las mujeres en la gestión municipal.

### Activismo por los derechos de las mujeres
Durante la V República Irène se consagra a los mandatos locales y al activismo en favor de los derechos de las mujeres. Apoyó el Movimiento francés para la planificación familiar y luchó por el reconocimiento de los derechos económicos y sociales de las mujeres, asumiendo un feminismo en la tradición del catolicismo social rechazando «los excesos de las sufraguettes». Defendió una igualdad en la diferencia y la complementariedad entre los sexos.
En 1971 sucedió a Andrée Lehmann en la presidencia de la Liga Francesa por el Derecho de las mujeres que fusiona con la CLAF en favor del Comité international de liaison des associations feminines (CILAF) afiliándola a la  Alianza Internacional de Mujeres, organización que presidió de 1973 a 1979. Decepcionada con la política -señala su biografía publicada a los 90 años-  mantuvo compromiso humanista a través de los movimientos sociales. Pasó sus últimos años comprometida en desarrollar la solidaridad internacional entre mujeres y el reconocimiento de sus derechos.  
Murió el 16 de agosto de 1995. 

## Vida personal
Su hijo Jean de Lipkowski fue diptuado y ministro en varios ocasiones durante la V República. Su hija Janine Lansier siguió la estela de sui madre, ha presidido la comisión «Femmes pour l'Europe» que se transformó en «Commission pour l'égalité des genres» del Mouvement européen-France.